# (574372) 2010 JO179
(574372) 2010 JO179 est un objet transneptunien ayant un diamètre estimé à entre 600  et   900 kilomètres.
Sa découverte est annoncée dans un article de Matthew J. Holman et ses collaborateurs soumis à prépublication sur arXiv le 15 septembre 2017. 2010 JO179 a été découvert sur des images du 10 mai 2010 puis retrouvé sur des images remontant au 4 février 1951.